# 阿诺·贝尔特拉姆
阿诺·让-乔治·贝尔特拉姆（法語：Arnaud Jean-Georges Beltrame，法語發音：[aʁno ʒɑ̃ ʒɔʁʒ bɛltʁam]；1973年4月18日—2018年3月24日）是法國國家憲兵的一名中校，也是省宪兵队奥德省分队的副指挥官。在2018年3月的一场袭击案中，他用自己交换人质，后被恐怖分子杀害。法国总统埃马纽埃尔·马克龙表示贝尔特拉姆值得“整个国家的尊重和钦佩”。由于他的勇敢负责，他被追授为上校与荣誉军团指挥官。